# Campagna di Waterloo

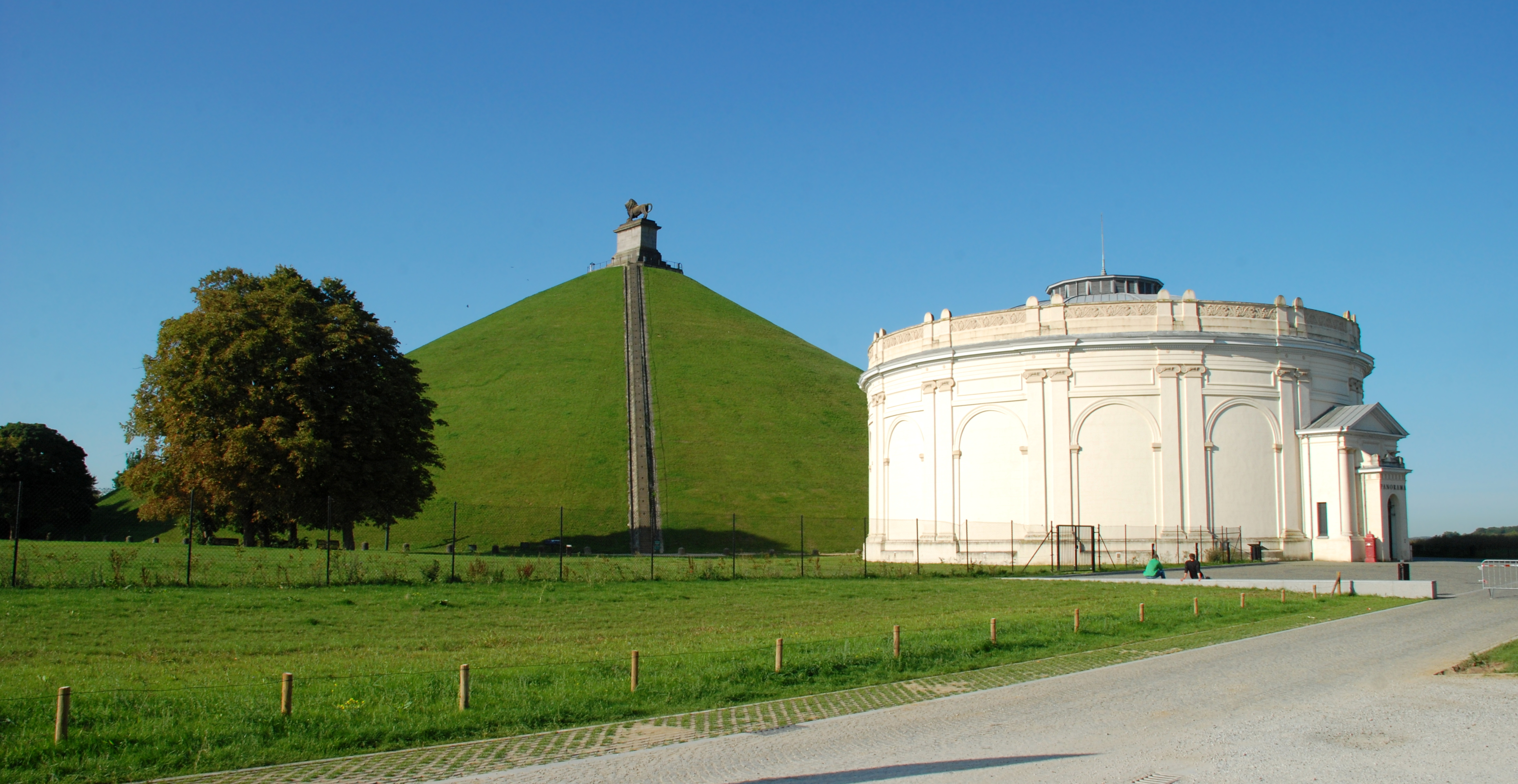
La collina del leone e la rotonda del Panorama della battaglia di Waterloo.

La campagna di Waterloo si svolse tra il 15 giugno e l'8 luglio 1815 nel Belgio meridionale e nel nord della Francia nella fase finale delle Guerre napoleoniche, tra le forze della Settima coalizione, rappresentate dalle armate anglo-olandesi del Duca di Wellington e quelle prussiane del generale Gebhard Leberecht von Blücher, e le truppe dell'Impero francese di Napoleone Bonaparte.
La breve campagna, iniziata con l'offensiva a sorpresa dell'imperatore in Belgio per dividere e battere separatamente i suoi avversari, culminò il 18 giugno 1815 con la decisiva battaglia di Waterloo. Dopo la disfatta dei francesi, i coalizzati poterono entrare a Parigi il 7 luglio seguente.

## Antefatti
Sbarcato nei pressi di Antibes il 1º marzo 1815 dopo la fuga dall'esilio sull'isola d'Elba, Napoleone fece il suo trionfale ingresso a Parigi il 20 marzo seguente, dove fu acclamato ancora una volta "Imperatore dei francesi", sostenuto dall'entusiasmo dell'esercito e con una popolarità in costante crescita; il re Luigi XVIII di Francia, restaurato sul trono da neanche un anno, dovette lasciare la Francia e rifugiarsi a Gand in Belgio sotto la protezione delle potenze alleate, che già avevano sconfitto Napoleone nel corso della precedente guerra della Sesta coalizione: queste erano riunite fin dal 1º novembre 1814 a Vienna nel tentativo di ridisegnare la mappa dell'Europa e i rapporti di forza reciproci dopo gli sconquassi causati dalla Rivoluzione francese e dalle guerre napoleoniche. I rapporti tra gli alleati erano entrati in crisi quasi subito dopo l'inizio delle trattative. Ognuno cercava di portare avanti i propri particolari interessi nazionali, ma il ritorno di Napoleone a Parigi ebbe l'effetto di ricompattare immediatamente il fronte degli ex coalizzati: il 25 marzo 1815 Regno Unito, Impero austriaco, Regno di Prussia e Impero russo sottoscrissero un trattato di alleanza contro Napoleone e dichiararono guerra alla Francia.
All'inizio di aprile entrambe le parti iniziarono a raccogliere le proprie armate in vista dell'imminente campagna. Gli accordi tra le potenze prevedevano che ognuna di esse mettesse a disposizione un minimo di 150 000 uomini in armi per l'imminente campagna (il Regno Unito ottenne un'esenzione, perché molte delle sue forze erano ancora dislocate di là dall'Atlantico, reduci dalla recente guerra anglo-americana contro gli Stati Uniti d'America), ma alla fine di maggio solo due delle cinque armate in assembramento si trovavano sufficientemente pronte da costituire una minaccia imminente alla Francia: l'armata del Duca di Wellington, composta da truppe britanniche, belga-olandesi del Regno Unito dei Paesi Bassi e tedeschi di Hannover, Brunswick e Nassau, concentrata nel Belgio meridionale nell'area compresa tra Gand, Bruxelles, Mons e Tournai, e le forze prussiane del generale Gebhard Leberecht von Blücher in ammassamento poco a est di Wellington lungo la linea Charleroi-Namur-Liegi; le forze austriache si stavano ancora radunando lungo il Reno e le Alpi, con le truppe russe più indietro in marcia attraverso la Germania: nei piani degli alleati l'invasione della Francia sarebbe dovuta iniziare non prima del 1º luglio 1815, in modo da poter sfruttare al massimo la schiacciante superiorità numerica sulle forze francesi, anche se ciò in definitiva finiva con il dare a Napoleone la possibilità di colpire per primo.

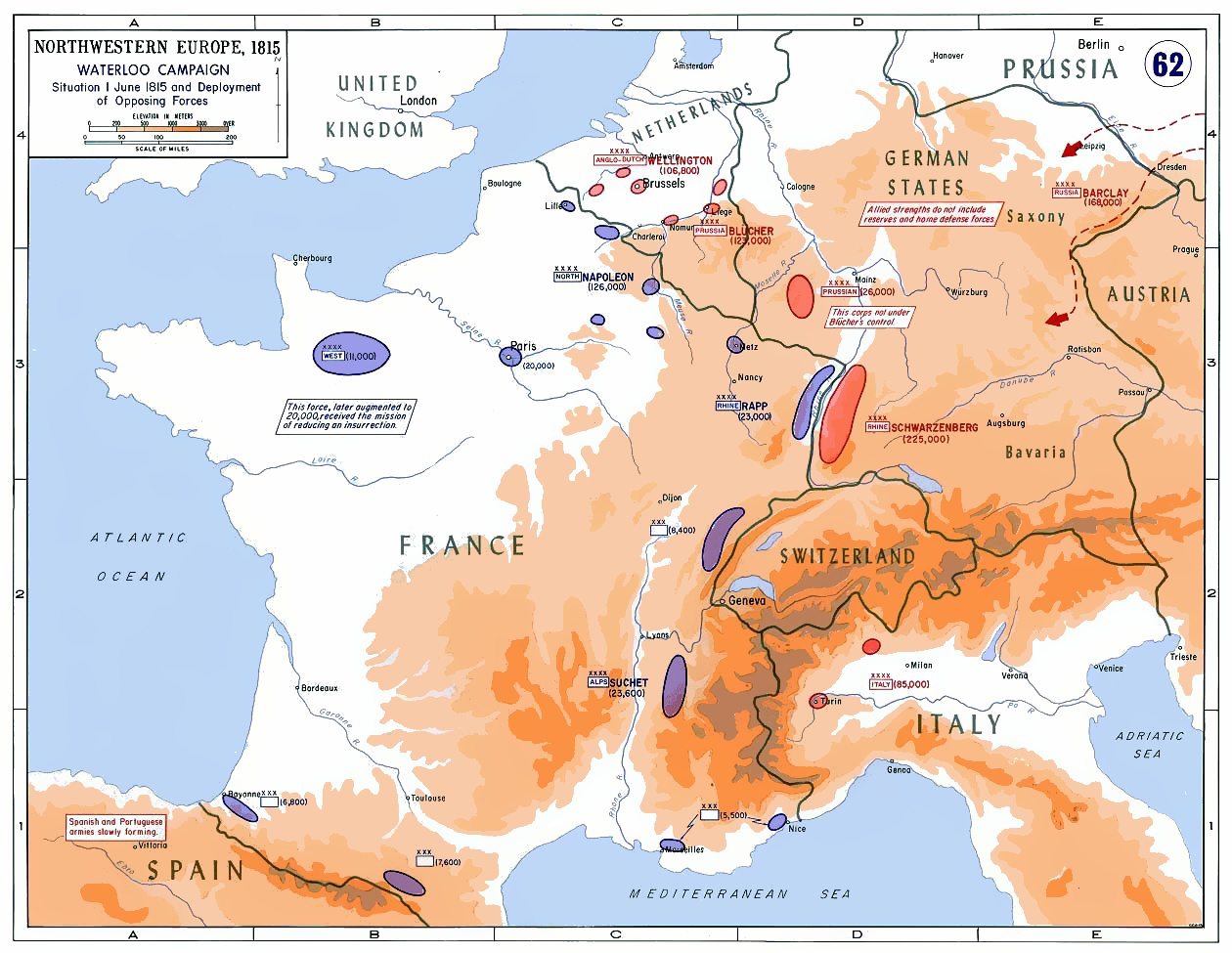
Situazione strategica nel 1815.

Ai francesi si offriva la possibilità di condurre una campagna difensiva, in una riedizione della campagna dei sei giorni del febbraio 1814, ma con un maggior numero di truppe a disposizione: città come Parigi e Lione potevano essere fortificate e costituire una base sicura per due grandi armate incaricate di proteggerle; nelle regioni occupate dal nemico poteva inoltre essere incitata l'azione dei francs-tireurs, in modo da sconvolgere le retrovie dei coalizzati con una guerra di guerriglia. Napoleone scelse invece una strategia offensiva, con un attacco preventivo alle forze nemiche prima che fossero completamente assemblate e pronte a cooperare tra loro: la distruzione di una o più delle principali armate alleate avrebbe potuto riaccendere le divisioni politiche tra i membri della Settima coalizione e spingerli a sedersi al tavolo della pace, e una vittoria ottenuta in tempi rapidi sarebbe servita a rinsaldare la posizione politica di Napoleone all'interno della Francia, scossa ancora da sommosse dei sostenitori di Luigi XVIII.
Napoleone scelse come primo obiettivo le armate alleate schierate in Belgio: benché più avanti nei preparativi rispetto agli altri coalizzati, le forze di Wellington e Blücher erano ancora sparpagliate su una vasta area e debolmente collegate tra di loro, offrendo ai francesi l'opportunità di inserirsi in mezzo tra le due e batterle separatamente; le forze britanniche apparivano composte in massima parte da truppe di seconda linea, visto che molti dei veterani di Wellington erano stati mandati nelle Americhe per combattere gli statunitensi, e una vittoria in Belgio avrebbe potuto riaccendere i sentimenti filo-francesi della popolazione locale fino al punto di scatenare una rivolta nella francofona Bruxelles.

## Le forze in campo

### Francia

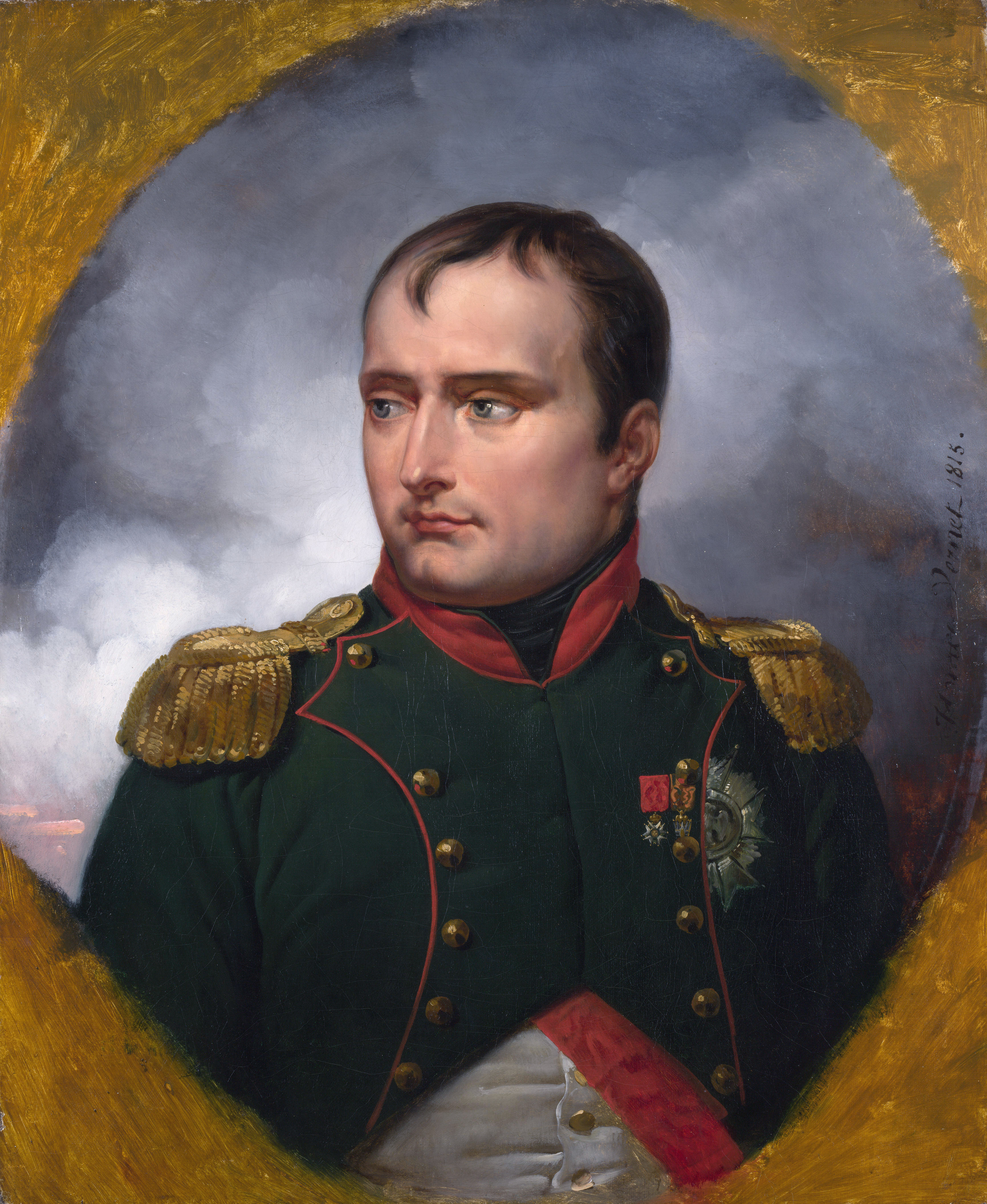
L'imperatore Napoleone.

Sotto il regno di Luigi XVIII le forze armate francesi avevano ricevuto scarsa considerazione, e l'esercito francese era calato a un totale di 56 000 effettivi, di cui solo 46 000 immediatamente pronti per una campagna; grazie all'afflusso di volontari della disciolta Grande Armée e all'incorporazione nell'esercito delle forze della guardia nazionale e della polizia, entro la fine di maggio le forze a disposizione di Napoleone ammontavano a 198 000 uomini con altri 66 000 in fase di addestramento nei depositi. I veterani migliori erano concentrati nel corpo della Guardia imperiale, ma in generale era presente un'alta percentuale di soldati dotati già di esperienza sul campo di battaglia anche se equipaggiati in maniera non ottimale; per la prima volta da diversi anni Napoleone si trovava a guidare un'armata composta interamente da francesi, a cui la circostanza di difendere la madrepatria minacciata di invasione conferiva una notevole spinta morale.
La necessità di coprire le varie frontiere della Francia e di reprimere un'estesa rivolta realista in Vandea obbligò Napoleone a distaccare un certo numero di contingenti secondari e alla fine per l'offensiva in Belgio furono radunati 128 000 uomini con 366 cannoni, riuniti nella cosiddetta Armée du Nord ("Armata del Nord") sotto il comando dello stesso imperatore e suddivisi nei seguenti corpi d'armata:
- I Corpo (generale Jean-Baptiste Drouet d'Erlon), acquartierato tra Lilla e Valenciennes;
- II Corpo (generale Honoré Charles Reille), riunito tra Valenciennes e Avesnes;
- III Corpo (generale Dominique-Joseph René Vandamme), disposto intorno a Rocroi;
- IV Corpo (generale Étienne Maurice Gérard), acquartierato a Metz;
- VI Corpo (generale Georges Mouton, conte di Lobau) dislocato a Laon;
- I (generale Pierre Claude Pajol), II (generale Rémi Joseph Isidore Exelmans), III (generale François Étienne Kellermann), e IV Corpo di cavalleria (generale Édouard Jean-Baptiste Milhaud), acquartierati a Guise;
- la Guardia imperiale (maresciallo Édouard Adolphe Casimir Joseph Mortier[13]), acquartierata a Parigi.

### Coalizzati
Le unità poste agli ordini di Wellington erano una forza composita: solo un terzo circa dell'armata era composto da truppe britanniche, soldati professionisti dotati di un ottimo addestramento anche se in maggioranza ancora privi di esperienza in battaglia; l'esercito britannico contava anche una discreta percentuale di stranieri, in particolare tedeschi riuniti nella King's German Legion, una forza professionista dotata di vasta esperienza sul campo e ritenuta come una delle migliori componenti dell'armata del duca. I reparti forniti dall'Hannover, integrati nelle formazioni britanniche, erano in maggioranza coscritti appena richiamati, mentre il più piccolo contingente del Brunswick comprendeva un pugno di veterani della Schwarze Schar insieme a un più ampio numero di reclute giovani e inesperte. Circa il 30% degli effettivi di Wellington era rappresentato da truppe belghe e olandesi, reduci dalla loro precedente alleanza con la Francia e addestrate quindi secondo i metodi francesi, un fatto che rendeva difficile la conciliazione con le tattiche dei britannici; il contingente belga-olandese comprendeva anche un piccolo distaccamento di truppe tedesche di Nassau, dominio dinastico della casa reale che sedeva sul trono di Amsterdam.
In totale, comprese le guarnigioni nelle retrovie, Wellington disponeva di 106 000 uomini e 216 cannoni divisi nei seguenti contingenti:
- I Corpo (Guglielmo, Principe di Orange) con due divisioni britanniche-hannoveriane e due belga-olandesi disposte nella zona di Enghien-Genappe-Mons;
- II Corpo (generale Rowland Hill, I visconte Hill) con due divisioni britannico-hannoveriane e una belga-olandese disposte nella zona tra Ath, Oudenarde e Gand;
- un Corpo di cavalleria (generale Henry Paget, Lord Uxbridge) schierato nella valle del Dendre tra Geraardsbergen e Ninove;
- una riserva d'armata (agli ordini diretti di Wellington) con due divisioni britannico-hannoveriane e il contingente di Brunswick, schierata intorno a Bruxelles;
- un contingente di cavalleria olandese disposto a protezione della frontiera tra Leuze-en-Hainaut e Binche.

L'armata prussiana di Blücher disponeva di un nucleo duro di veterani, ma più della metà della forza era rappresentata da unità di coscritti della Landwehr, miliziani scarsamente equipaggiati e carenti di addestramento e disciplina; un considerevole numero di soldati era stato inoltre reclutato in territori solo recentemente integrati nel regno prussiano, e la lealtà di molti reparti (in particolare quelli formati da sassoni e vestfaliani) era più che dubbia e pronta a tramutarsi in diserzioni di massa al primo rovescio. Comprese le unità di retrovia i prussiani mettevano in campo 128 000 uomini con 312 cannoni, suddivisi in:
- I Corpo (generale Hans Ernst Karl von Zieten), acquartierato lungo la Sambre tra Fontaine-l'Évêque, Fleurus e Moustier;
- II Corpo (generale Georg Dubislav Ludwig von Pirch), acquartierato nell'area di Namur-Hannut-Huy;
- III Corpo (generale Johann von Thielmann), schierato lungo la Mosa tra Dinant, Huy e Ciney;
- IV Corpo (generale Friedrich Wilhelm von Bülow) riunito attorno a Liegi.

Le forze dei coalizzati, per un migliore approvvigionamento di vettovaglie, si trovavano sparpagliate su un'area molto vasta, con un fronte di 900 miglia e una profondità di 300 miglia: concentrare entrambe le armate lungo uno dei due fianchi avrebbe richiesto sei giorni di manovre, mentre per convergere sul centro comune intorno a Charleroi occorrevano tre giorni; cosa ben più grave, le linee di comunicazione di Wellington e Blücher si diramavano in due direzioni opposte (a nord-ovest quelle del britannico, verso Anversa e i porti su La Manica, a est quelle del prussiano, verso Liegi e poi al Reno), e se Napoleone fosse riuscito a forzare alla ritirata una delle due armate questa si sarebbe inesorabilmente portata ad allontanarsi dall'altra, favorendo la strategia dell'imperatore di battere separatamente un nemico per volta.

## La campagna

### 15 giugno: offensiva di Napoleone a nord della Sambre
I primi movimenti di truppe da parte dei francesi ebbero inizio il 6 giugno quando il IV Corpo di Gérard lasciò Metz alla volta di Philippeville, raggiunta il 14 giugno; la Guardia Imperiale partì da Parigi due giorni più tardi dirigendosi su Avesnes, dove giunse il 13 giugno insieme al VI Corpo di Lobau da Laon, mentre nella zona tra Avesnes e Maubeuge convergevano sempre per il 13 giugno gli altri corpi dell'Armata del Nord. Napoleone lasciò Parigi nelle prime ore del 12 giugno, ricongiungendosi all'armata la mattina del 13; sulla base delle sue disposizioni, l'armata fu divisa in tre grossi contingenti:
- l'ala sinistra, con il I Corpo di d'Erlon e il II Corpo di Reille, fu schierata lungo la riva destra della Sambre a Solre-sur-Sambre;
- il centro, con la Guardia imperiale, il III Corpo di Vandamme, il VI Corpo di Lobau e tre corpi di cavalleria, si concentrò nei dintorni di Beaumont alla guida dello stesso Napoleone;
- l'ala destra, con il IV Corpo di Gerard e il IV Corpo di cavalleria di Milhaud, prese posizione davanti Philippeville.

I francesi presero molte precauzioni per celare agli avversari il concentramento delle loro forze lungo il confine belga, ma nella notte del 13 giugno i riflessi dei fuochi dei loro bivacchi non sfuggirono all'attenzione delle sentinelle prussiane del I corpo d'armata del generale Zieten schierato sulla riva sinistra della Sambre, già messe in allerta dai rapporti di spie e disertori circa la presenza di Napoleone nelle vicinanze e dall'attraversamento del fiume effettuato quella mattina da parte di quattro battaglioni francesi che avevano occupato incontrastati il villaggio di Merbes-le-Château.
Le prime informazioni sui movimenti francesi raggiunsero Zieten a Charleroi la mattina del 14 giugno: la cavalleria olandese schierata tra Mons e Binch nel punto di congiunzione tra le due armate alleate inviò rapporti circa lo spostamento di truppe francesi da Maubeuge verso Beaumont e Philippeville, mentre le truppe prussiane dell'ala destra di Zieten raccolsero diverse informazioni da parte di abitanti del luogo circa la presenza nelle vicinanze di diversi importanti alti ufficiali francesi tra cui Napoleone e suo fratello Girolamo Bonaparte. Zieten trasmise queste informazioni tanto a Blücher quanto a Wellington, e verso le 23:00 del 14 giugno il comandante in capo prussiano emanò le prime disposizioni per il concentramento della sua armata ordinando al II corpo del generale Pirch di muovere su Sombreffe e al III corpo del generale Thielmann di dirigere su Namur: al I corpo fu ordinato di mantenere le sue posizioni sulla Sambre, ma di ripiegare verso Fleurs se attaccato da forze preponderanti, in modo da dare tempo alle altre unità di completare il concentramento alle sue spalle.
Nelle prime ore del 15 giugno i tre raggruppamenti dell'armata francese si misero in marcia dai loro bivacchi in direzione della Sambre: la colonna di sinistra, guidata dal II corpo del generale Reille, diede inizio al movimento alle ore 3:00 da Solre-sur-Sambre; i francesi superarono agevolmente gli avamposti prussiani costituiti da reparti della brigata Pirch II e occuparono Lobbes e Thuin. L'avanzata francese proseguì fino a Montigny-le-Tilleul dove un battaglione della Landwehr della Vestfalia venne distrutto dai lancieri della divisione Pirè; i superstiti ripiegarono in rotta fino a Marchienne-au-Pont dove il ponte sulla Sambre non era stato demolito. Il rumore delle prime cannonate fu udito distintamente da Zieten a Charleroi e il generale ne diede subito notizia ai suoi superiori: il rapporto raggiunse Blücher a Namur e Wellington a Bruxelles intorno alle 9:00, ma mentre il prussiano diede subito disposizioni per affrettare il concentramento della sua armata il britannico decise di attendere maggiori informazioni.
Nel frattempo la situazione dei prussiani si era rapidamente aggravata: a Marchienne-au-Pont un battaglione regolare prussiano con due cannoni cercò di fermare i francesi della divisione Bachelu che costituiva l'avanguardia del II corpo d'armata, ma un attacco del 2º Reggimento leggero superò le difese e permise di occupare il villaggio. Il generale Reille tuttavia non continuò energicamente l'avanzata; Napoleone aveva ordinato alle ore 8:30 a Reille di costituire una testa di ponte e raggiungere Jumet, sulla strada maestra Charleroi-Bruxelles, ma l'attraversamento del ponte richiese tempo e alle ore 12:00 solo i reparti di testa erano sulle posizioni previste. Fin dalle ore 2:30 si era intanto messo in movimento al centro dello schieramento francese il generale Pajol che, alla testa delle divisioni di cavalleria Soult, Subervie e Domon, avanzò direttamente su Charleroi; a Ham-sur-Heure, i cavalieri francesi sbaragliarono un altro battaglione della brigata Pirch II e catturarono circa duecento prigionieri; alle ore 8:30 raggiunsero senza difficoltà Marcinelle.
A questo punto tuttavia sorsero le prime difficoltà per i francesi e l'abile piano di Napoleone non proseguì con la rapidità prevista dall'imperatore; il generale Pajol attaccò con un reggimento di cacciatori a cavallo il ponte sulla Sambre che conduceva a Charleroi, ma il primo assalto venne respinto dai prussiani; Pajol era privo di fanteria d'appoggio a causa del ritardo delle truppe del III corpo d'armata del generale Vandamme. Il corriere inviato da Soult con gli ordini di marcia per Vandamme era scomparso e non era giunto al posto di comando del III corpo, che quindi non si era messo in marcia come previsto alle ore 3:00; Vandamme venne a conoscenza dell'offensiva solo quando arrivarono le forze del VI corpo del generale Lobau che dovevano seguire dietro sulla stessa strada; alla fine il III corpo si mise in movimento con quattro ore di ritardo. Sull'ala destra inoltre il IV corpo d'armata di Gerard che da Philippeville doveva raggiungere la Sambre a Châtelet, era sconvolto dalla clamorosa defezione del generale Bourmont, il comandante di una delle divisioni, che con tutto il suo stato maggiore aveva abbandonato l'esercito ed era passato al nemico. Gerard ebbe grande difficoltà a mantenere la calma tra le truppe, esasperate dal tradimento, riottose e violentemente bonapartiste; il IV corpo si mise in marcia solo alle ore 5:00.
Alle ore 11:00 Napoleone giunse personalmente al ponte di Charleroi con i marinai e i genieri della Guardia imperiale e con i reparti della Giovane Guardia del generale Duhesme; informato del ritardo di Vandamme, l'imperatore aveva dirotta per vie traverse i soldati della Guardia per sostenere al più presto Pajol. L'attacco dei marinai e dei genieri della Guardia ebbe rapidamente successo: il ponte sulla Sambre venne conquistato d'assalto e i prussiani batterono rapidamente in ritirata verso Fleurus. La cavalleria di Pajol attraversò Charleroi e proseguì l'avanzata; mentre un reparto di ussari si spingeva a nord lungo la strada per Bruxelles, gli altri reparti di cavalleria progredirono a nord-est lungo la strada per Fleurus.
Napoleone entrò a Charleroi alle ore 12:00 dove ricevette un'entusiastica accoglienza da parte delle truppe che attraversavano l'abitato; l'imperatore, che assistette al passaggio dei soldati seduto fuori da un locale situato alla periferia della città, diede qualche segno di esaurimento fisico. Egli, informato della presenza di forze nemiche a Gosselies, alle ore 15:00 ordinò a Reille di marciare su questa località, decise di inviare a nord lungo la strada di Bruxelles la divisione di cavalleria della Guardia del generale Charles Lefebvre-Desnouettes e sollecitò d'Erlon ad accelerare la marcia del I corpo d'armata in direzione di Gosselies per supportare Reille. In questa cittadina era schierato inizialmente solo un reggimento prussiano della brigata Jagow, ma erano in arrivo altre formazioni della brigata Steinmetz che era in marcia, secondo gli ordini di Blücher, da Binche verso Fleurus; il comandante in capo prussiano infatti aveva deciso di raggruppare tutte le sue forze nella regione di Sombreffe dove egli giunse in persona alle ore 16:30.
In precedenza alle ore 15:30 era giunto a Charleroi, accompagnato solo con il suo aiutante di campo, il maresciallo Michel Ney; Napoleone accolse cordialmente il suo luogotenente e gli assegnò subito il comando del I e del II corpo d'armata, della divisione di cavalleria di Pirè e della divisione di cavalleria della Guardia di Lefebvre-Desnouettes; inoltre l'imperatore promise l'invio anche del III corpo di cavalleria di Kellermann. Le istruzioni tattiche che Napoleone diede a Ney non sono del tutto chiare; sembra che il maresciallo ricevette solo l'incarico di attaccare a Gosselies e "pressare il nemico"; Napoleone nel suo memoriale di Sant'Elena affermò di aver chiaramente ordinato a Ney di "prendere posizione a Quatre-Bras", l'incrocio strategico della strade Nivelles-Namur e Bruxelles-Charleroi. Ney partì subito per raggiungere il settore di Gosselies e assumere il comando, ma egli era totalmente ignaro dei dettagli tattici delle operazioni e completamente privo di uno stato maggiore; inoltre le forze francesi assegnategli non erano ancora raggruppate, solo il II corpo di Reille era sul posto; il I corpo di d'Erlon era ancora in marcia molto più indietro tra Thuin e Jumet.

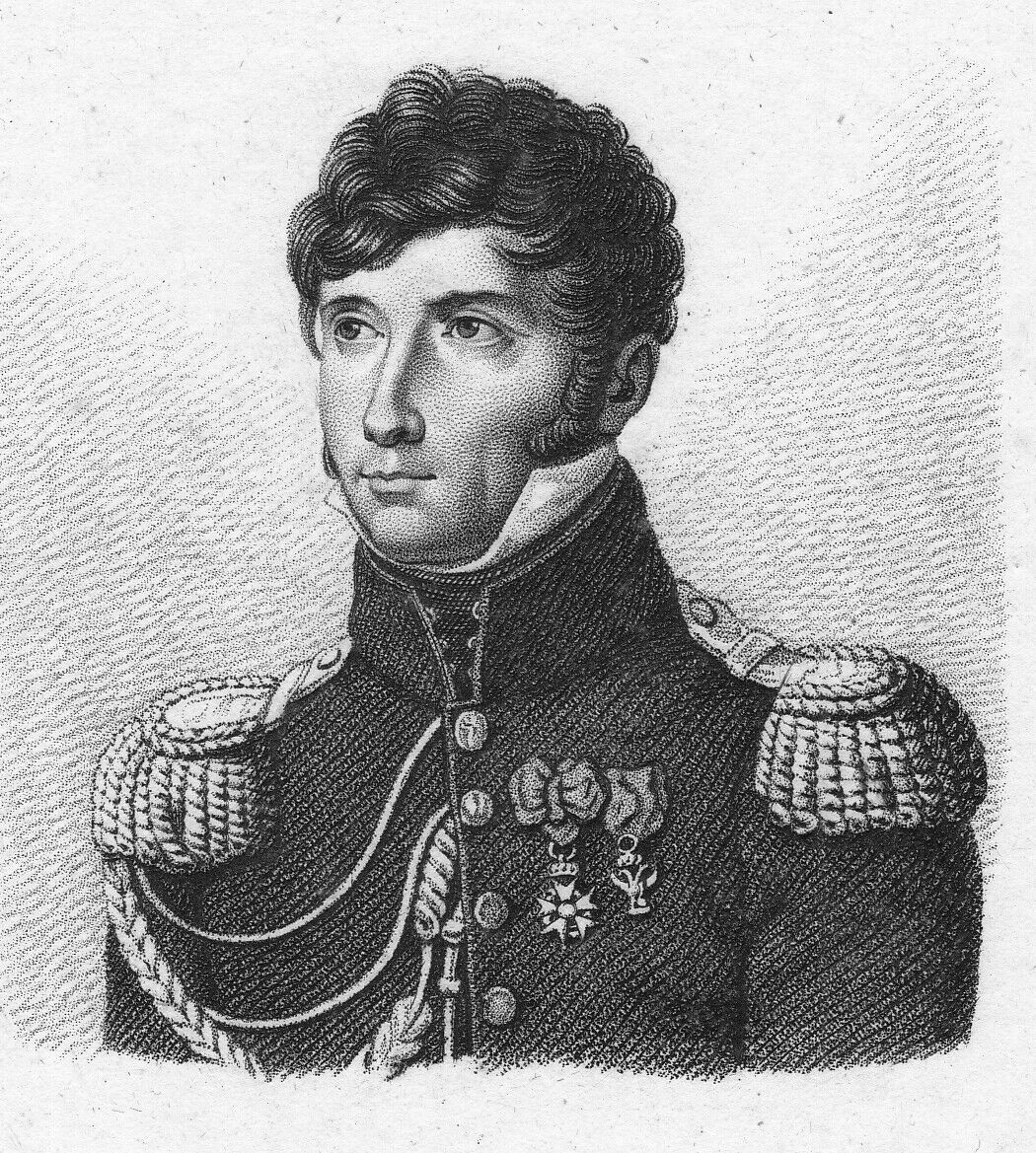
generale Louis-Michel Letort de Lorville che cadde mortalmente ferito nel combattimento di Gilly.

Subito dopo la partenza di Ney, giunse al quartier generale di Napoleone il maresciallo Emmanuel de Grouchy, proveniente dall'ala destra dell'armata dove la cavalleria del I corpo era entrata in contatto con un forte sbarramento prussiano attestato nella cittadina di Gilly. L'imperatore decise di recarsi personalmente sul posto per valutare la situazione; nel frattempo anche il corpo di cavalleria di Exelmans e il III corpo di Vandamme stavano affluendo a Charleroi. Il generale Pirch II aveva schierato nella posizione di Gilly sette battaglioni di fanteria, un reggimento di dragoni e otto cannoni, mentre in secondo linea stavano affluendo altri sei battaglioni della brigata Jagow con sedici cannoni. Giunto sul posto, Napoleone ritenne che solo deboli forze nemiche fossero presenti a Gilly e sollecitò il maresciallo Grouchy, a cui aveva appena assegnato il controllo operativo di tutte le forze francesi dell'ala destra, ad attaccare subito con le truppe di Vandamme e la cavalleria di Pajol e Exelmans e avanzare fino a Sombreffe; Napoleone dopo aver dato questi ordini ritornò rapidamente a Charleroi.
Grouchy tuttavia, preoccupato per il numero dei soldati nemici, non attaccò subito e attese due ore in attesa dell'arrivo al completo del III corpo d'armata di Vandamme; alle 17:30 Napoleone, irritato per le esitazioni di Grouchy, ritornò a Gilly e ordinò l'attacco immediato che ebbe rapidamente successo. Il fuoco dell'artiglieria francese colpì duramente le linee prussiane e smantellò le batterie nemiche; quindi sei battaglioni di fanteria francese, divisi in tre colonne, partirono all'attacco, mentre Grouchy aggirava la posizione sulle ali con la cavalleria di Exelmans. I prussiani non attesero l'arrivo delle colonne d'attacco e iniziarono subito a ripiegare; Napoleone, per accelerare l'inseguimento e sbaragliare le truppe nemiche in ritirata, fece intervenire i dragoni del suo squadrone di servizio che al comando di un aiutante di campo, il generale Louis-Michel Letort de Lorville, si lanciarono all'inseguimento. I dragoni francesi travolsero due battaglioni prussiani, catturarono numerosi prigionieri e sconfissero anche la cavalleria nemica, ma il generale Letort cadde mortalmente ferito durante gli scontri. I prussiani superstiti raggiunsero Lambusart dove si congiunsero con i rinforzi della brigata Jagow; quindi le truppe prussiane, minacciate dalla cavalleria di Pajol e Exelmans, continuarono ordinatamente la ritirata oltre Fleurus. Grouchy era intenzionato a marciare subito su questa cittadina, ma Vandamme affermò decisamente che le sue truppe erano troppo stanche; egli inoltre non era informato della sua dipendenza gerarchica dal maresciallo e quindi rifiutò di collaborare; la sera del 15 giugno l'ala destra francese si attestò a sud di Fleurus, tra i villaggi di Lambusart e Campinaire.
Sull'ala sinistra francese, il maresciallo Ney aveva raggiunto alle ore 16:00 le avanguardie del II corpo del generale Reille alla periferia di Gosselies; la cittadina venne attaccata e conquistata con poca difficoltà, ma subito dopo i francesi vennero duramente contrastati dalle truppe prussiane del generale Steinmetz che stavano ripiegando da ovest verso est per raggiungere il grosso di Blücher. I prussiani poterono proseguire la ritirata senza essere inseguiti, mentre Ney decise prudentemente di inviare verso ovest la divisione Girard, mentre le divisioni di Foy e di Girolamo Bonaparte rimasero a Gosselies; si diressero a nord la cavalleria di Pirè e di Lefebvre-Desnuettes e parte della divisione Bachelu. Alle ore 18:30 i cavalieri della Guardia giunsero per primi a Frasnes dove entrarono in contatto con truppe nemiche sconosciute; si trattava dell'avanguardia belga-olandese dell'esercito del Duca di Wellington.
In realtà il comandante in capo britannico durante la giornata del 15 giugno non era sembrato preoccupato delle notizie provenienti dal quartier generale prussiano e in pratica non aveva preso alcuna iniziativa; egli si mostrò sereno e non rinunciò a partecipare al ballo della duchessa di Richmond previsto per la serata. Dopo le prime comunicazioni delle ore 09.00, nel pomeriggio erano giunte nuove informazioni che confermavano un attacco in forze dei francesi a Charleroi, ma Wellington si mostrò scettico e disse al generale Müffling che prima di prendere decisioni attendeva notizie sicure su eventuali minacce nemiche nel settore di Mons. Alle ore 19:00 confermò la sua decisione di attendere nonostante fosse stato informato da una lettera di Blücher che i prussiani si stavano concentrando a Sombreffe. Solo dopo aver ricevuto nuove informazioni che escludevano attacchi nemichi a ovest della Schelda, il duca diramò i primi ordini di marcia per raggruppare le sue forze; peraltro Wellington prescriveva di ritirare gli avamposti dell'ala sinistra fino a Nivelles, scoprendo quindi l'incrocio strategico di Quatre-Bras. A Braine-le-Comte invece il capo di stato maggiore dell'armata alleata, il generale Constant-Rebecque, si era allarmato e aveva già preso autonomamente importanti disposizioni operative; egli ignorò gli ordini del duca e decise di inviare la brigata del principe Bernardo di Sassonia-Weimar, appartenente alla divisione belga-olandese del generale Hendrik Perponcher, a rinforzare il debole battaglione di Nassau che, al comando del maggiore von Normann, era di presidio nell'area di Quatre-Bras.
Inizialmente il maggior von Normann era privo di ordini precisi, ma decise ugualmente di resistere e affrontare la cavalleria della Guardia di Lefebvre-Desnuettes che venne respinta nel suo primo tentativo di entrare a Frasnes; il generale francese richiese rinforzi, un battaglione della divisione Bachelu arrivò sul campo e costrinse von Normann ad evacuare il villaggio e ripiegare fino alla periferia meridionale di Quatre-Bras dove venne finalmente rinforzato dai quattro battaglioni di Nassau della brigata del principe Bernardo. Levebvre-Desnuettes disponeva in prima linea solo di 1 700 lancieri e cacciatori a cavallo, appoggiati da un battaglione di fanteria e non era in grado di attaccare; in precedenza uno squadrone di lancieri polacchi della Guardia al comando del generale Edouard de Colbert, aveva aggirato sulla destra Frasnes ed era entrato audacemente a Quatre-Bras ancora sguarnita di difese, ma, privo di aiuto, aveva dovuto presto ripiegare verso Frasnes.
Il maresciallo Ney raggiunse l'avanguardia a sud di Quatre-Bras alle ore 19:00, ma egli, incerto e privo di informazioni precise sulla consistenza delle forze avversarie, decise di rinunciare ad un attacco immediato e rinviò ulteriori operazioni in attesa dell'arrivo del grosso delle sue forze che erano ancora in gran parte concentrate intorno a Gosselies. Ney ritornò quindi nella cittadina e inviò in direzione di Fleurus la divisione Girard che alle ore 23:00 raggiunse Wangenies respingendo le retroguardie prussiane di Steinmetz; egli non dimostrò in questa occasione la sua famosa combattività e aggressività; verosimilmente il maresciallo diede poca importanza alla resistenza incontrata a Quatre-Bras e ritenne molto probabile che le forze nemiche si sarebbero ritirate volontariamente durante la notte. Nel frattempo anche Napoleone aveva sospeso l'avanzata; l'imperatore ritornò alle ore 21.00 a Charleroi e rinunciò a spingere subito il III corpo di Vandamme e la cavalleria di Pajol e Exelmans verso Sombreffe. Una parte delle forze francesi erano ancora in ritardo: il I corpo di d'Erlon bivaccò nella notte a Machienne; sulla destra il IV corpo di Gerard era a Châtelet e alcuni suoi reparti erano ancora a sud della Sambre, mentre la Guardia imperiale, il VI corpo e due corpi di cavalleria erano a sud di Gilly.
Napoleone apparentemente era soddisfatto dei risultati raggiunti il primo giorno della sua offensiva; il nemico era stato sorpreso e solo deboli forze erano state incontrate e facilmente sconfitte; i prussiani avevano perduto circa 2 000 uomini e avevano ripiegato verso Fleurus allontanandosi verso nord-est e quindi accrescendo la distanza con l'esercito anglo-alleato di Wellington. L'imperatore aveva scarsa considerazione per le capacità militari dei suoi avversari: egli ritenne irrilevante la resistenza nemica a Quatre-Bras e Sombreffe e considerò molto probabile che sia gli anglo-alleati che i prussiani avrebbero continuato a ripiegare senza concentrarsi per dare battaglia.

### 16 giugno: Ligny e Quatre-Bras

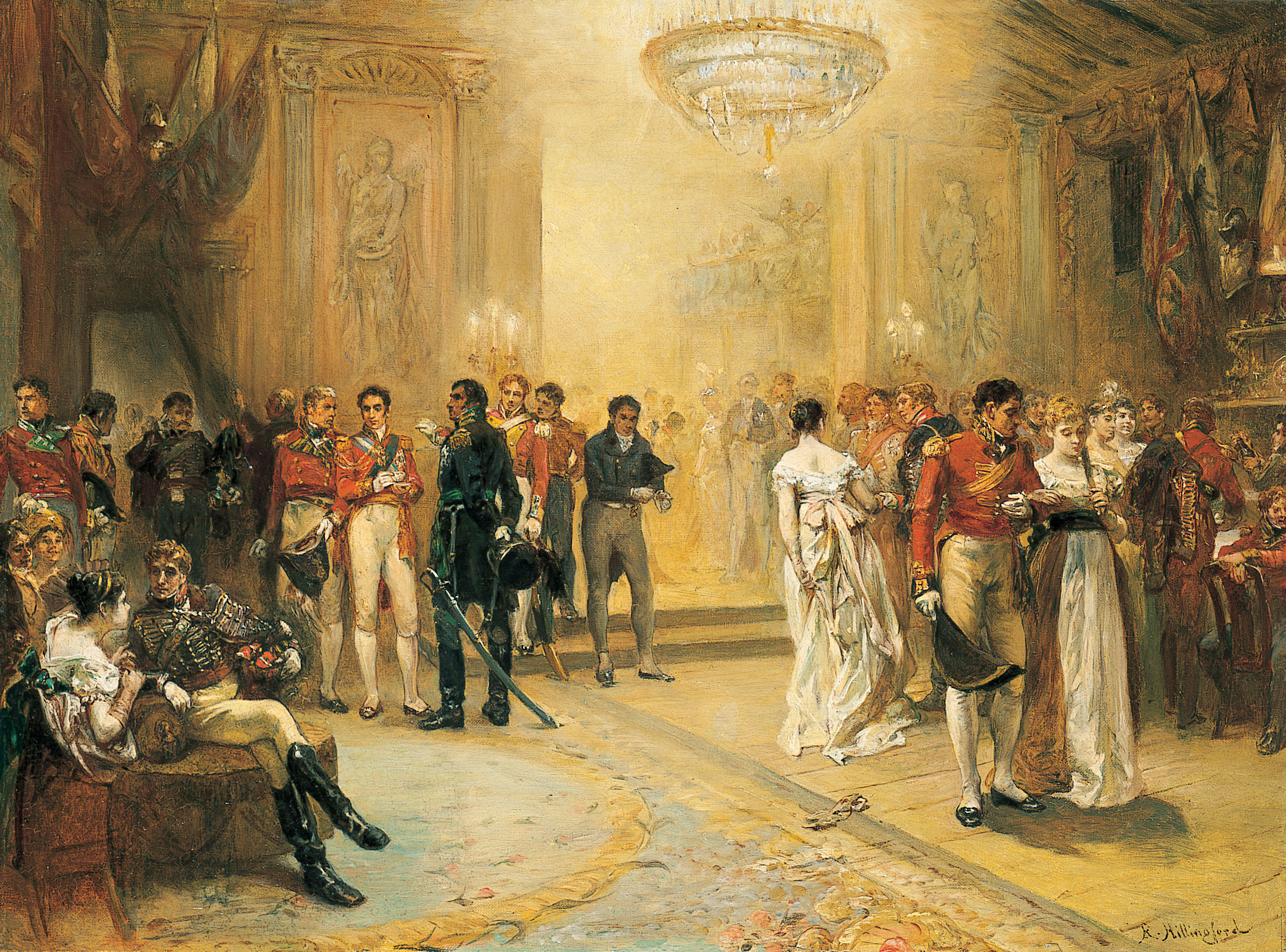
Il famoso ballo della duchessa di Richmond a Bruxelles la sera del 15 giugno 1815.

Il Duca di Wellington si era recato come previsto al ballo della Duchessa di Richmond alle ore 23:30 del 15 giugno; il generale britannico mostrò calma e sicurezza e preferì, per non allarmare l'ambiente di Bruxelles, che la festa mondana si svolgesse regolarmente e che tutti gli alti ufficiali vi partecipassero. Egli venne avvertito durante il ballo da un corriere del generale Constant-Rebecque degli sviluppi della situazione a Quatre-Bras e delle decisioni prese del capo di stato maggiore. Wellington non diede nuovi ordini, ma decise di anticipare di due ore il movimento delle sue truppe verso l'incrocio strategico; egli cercò di non diffondere allarme; la festa continuò e gli ufficiali britannici si ritirarono con discrezione nella notte per raggiungere i loro comandi.
Nel frattempo il feldmaresciallo Blücher e il suo abile capo di stato maggiore August Neidhardt von Gneisenau erano molto meno tranquilli e, arrivati alle ore 16:30 a Sombreffe, erano impegnati a coordinare il raggruppamento delle loro forze; diversamente da come supponeva Napoleone, il comandante in capo prussiano non intendeva affatto ripiegare; egli era determinato a concentrare le sue forze e affrontare subito la battaglia campale; la sera del 15 giugno scrisse al re di Prussia che "domani sarà il giorno decisivo". La sua armata tuttavia non era ancora raggruppata e i corpi d'armata erano in movimento per raggiungere le posizioni previste. Al mattino del 16 giugno solo il I corpo di Zieten con circa 28 000 soldati era schierato sul fronte, mentre alla 12.00 arrivarono a Sombreffe i 31 000 uomini del II corpo del generale Pirch I; il III corpo del generale Thielmann, costituito da 24 000 soldati, era ancora più indietro. Il IV corpo del generale Bülow invece era molto più lontano e nella notte il comandante aveva comunicato a Blücher che il 16 giugno avrebbe potuto arrivare solo ad Hannut, a oltre quaranta chilometri ad est di Sombreffe; sembra che Bülow il 15 giugno non avesse ricevuto gli ordini di marciare su Gembloux e in un primo tempo avesse ritenuto che l'armata avrebbe dovuto raggrupparsi ad Hannut.

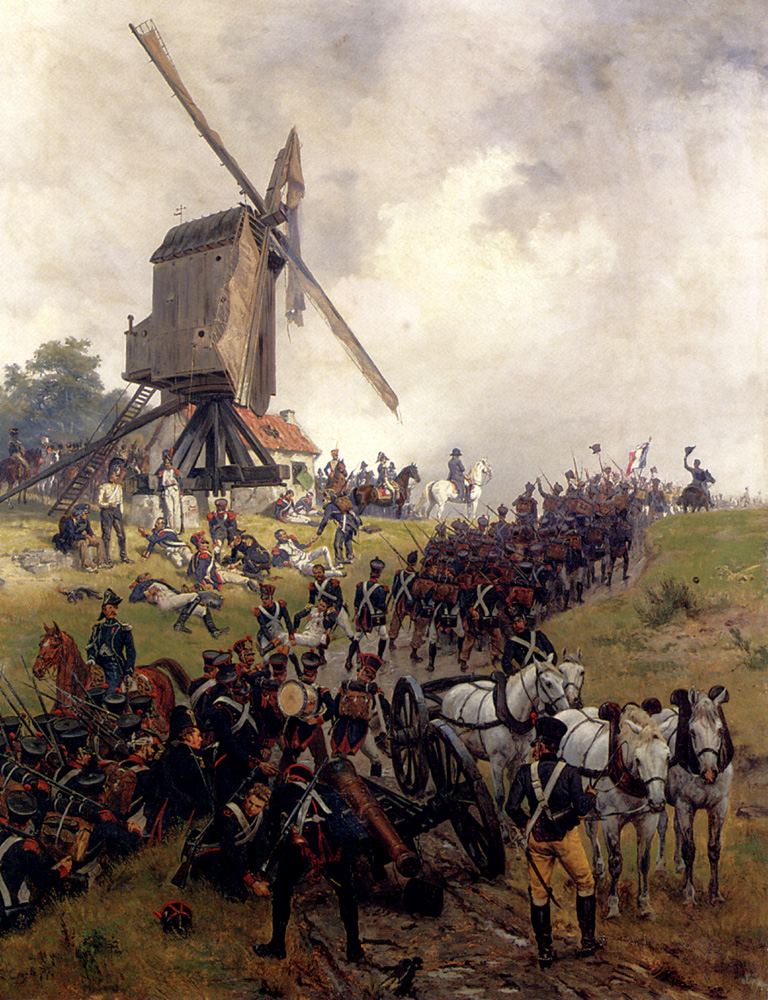
Napoleone dirige la battaglia di Ligny dal suo posto di comando nel mulino di Naveau

Napoleone predispose i nuovi piani per la giornata del 16 giugno alle ore 6:00; l'imperatore, sempre convinto sulla base dei rapporti di Ney e Grouchy che i suoi nemici, sorpresi e disorganizzati, si sarebbero ritirati senza opporre grande resistenza, decise di riprendere l'offensiva con la sua ala destra marciando su Sombreffe e Gembloux e sbaragliando le forze prussiane eventualmente presenti. Dopo questo primo risultato, Napoleone ipotizzava di trasferirsi nella stessa giornata del 16 giugno con le sue riserve sull'ala sinistra e unirsi al maresciallo Ney per un'audace marcia notturna direttamente su Bruxelles, dove contava di arrivare al primo mattino del 17 giugno. Il maresciallo Soult diramò quindi le disposizioni operative: il generale Kellermann doveva portare la sua cavalleria a Gosselies per rinforzare Ney che avrebbe occupato Quatre-Bras, la Guardia e il VI corpo si sarebbero trasferite a Fleurus; Vandamme e Gerard dovevano avanzare su Sombreffe.
L'imperatore in un primo momento non modificò le sue convinzioni e di conseguenza i suoi piani nonostante l'arrivo di un inquietante messaggio scritto da Grouchy alle ore 5:00: il maresciallo riferiva che erano state identificate forti colonne prussiane in avvicinamento alla linea dei villaggi a sud di Sombreffe e che anche il generale Girard segnalava l'"arrivo incessante" di formazioni nemiche. Napoleone continuò a ritenere che si trattasse solo di movimenti di retroguardie e alle ore 9:00 scrisse due lunghe lettere a Ney e Grouchy in cui descriveva il suo sistema di operazioni "della posizione centrale" e confermava gli obiettivi per i due marescialli; l'imperatore non considerava affatto la possibilità di dover combattere una grande battaglia contro l'armata prussiana.
In realtà fin dal primo mattino Blücher stava cercando di affrettare la concentrazione della sua armata; egli aveva organizzato il suo quartier generale al mulino di Brye e, temendo un attacco immediato dei francesi, attendeva ansiosamente l'arrivo delle sue truppe. Il comandante in capo prussiano era privo di notizie da parte di Wellington e aveva inviato un suo aiutante di campo a Quatre-Bras per conoscere le intenzioni del suo alleato. Dopo aver lasciato la festa da ballo della duchessa alle ore 3:00 della notte e un breve riposo, il Duca di Wellington alle 8:00 partì a cavallo per Genappe e Quatre-Bras, dove fin dalle ore 6:00 era giunto il Principe di Orange; l'incrocio strategico era già stato rinforzato dall'arrivo della brigata Bylandt della divisione Perponcher; inoltre erano in movimento verso Quatre-Bras anche la divisione britannica del generale Thomas Picton, due battaglioni di Nassau e le truppe del Duca di Brunswick. Alle ore 10:00 Wellington raggiunse in persona Quatre-Bras dove esaminò le posizioni francesi; egli non sembrò preoccupato, ma decise di accelerare la marcia delle divisioni di rinforzo e avvertì il principe d'Orange che i francesi probabilmente avrebbero attaccato; quindi partì per raggiungere Blücher e chiarire le sue intenzioni.
I francesi non ripresero subito le operazioni al mattino del 16 giugno; Ney, rassicurato dalle informazioni inviate da Napoleone e convinto di avere di fronte solo deboli forze nemiche, organizzò con calma le sue truppe e fino alla tarda mattinata non si mosse verso Quatre-Bras, mentre davanti a Fleurus i reparti francesi impiegarono molte ore della mattinata per completare la loro concentrazione di fronte alle difese prussiane schierate dietro il piccolo corso d'acqua del Ligne. Il generale Gerard arrivò sulla destra con il IV corpo d'armata e due corpi di cavalleria a sud del villaggio di Ligny, mentre Vandamme, rinforzato dalla divisione Girard, completò il suo schieramento a ovest di fronte al villaggio di Saint-Armand; al centro infine affluirono le riserve della Guardia imperiale. Fino alle ore 15:00 non iniziarono grandi combattimenti e i prussiani poterono quindi rafforzare le loro difese con l'afflusso sul campo del II e del III corpo d'armata; il generale Pirch prese posizioni dietro il corpo di Zieten che era in prima linea mentre Thielmann schierò le sue truppe sull'ala sinistra prussiana.

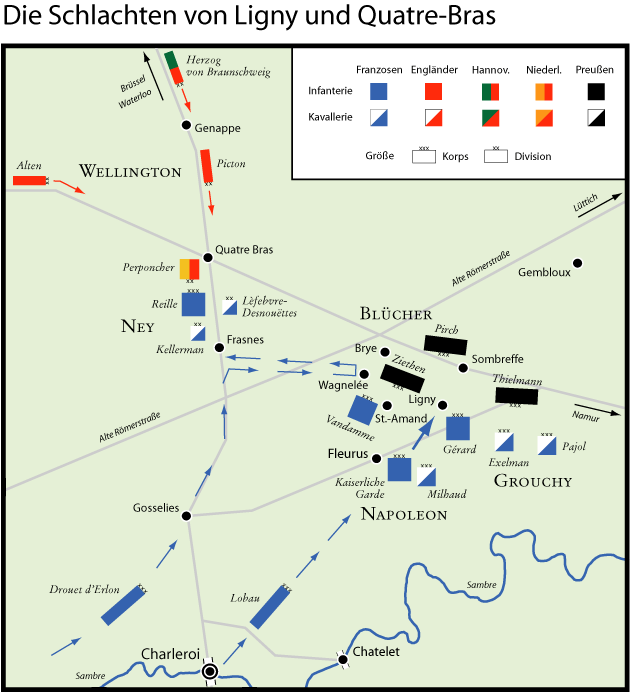
Carta strategica delle operazioni a Ligny e Quatre-Bras.

Napoleone era arrivato sul campo di battaglia davanti a Fleurus alle ore 11:00; l'imperatore venne informato del costante rafforzamento delle forze prussiane ed egli decise di controllare personalmente lo schieramento avversario; venne organizzato un posto di osservazione sul mulino di Naveau da dove Napoleone osservò accuratamente il terreno. Egli inizialmente ritenne che solo un corpo d'armata prussiano fosse schierato sul campo ma, con il passare del tempo in attesa dell'arrivo delle truppe francesi per sferrare l'attacco, Napoleone identificò le altre formazioni prussiane in movimento e comprese finalmente di avere di fronte l'intero esercito di Blücher, deciso ad affrontare una battaglia campale.
L'imperatore ritenne che la situazione fosse molto favorevole: si presentava l'occasione insperata di distruggere subito l'esercito prussiano e concludere la campagna con una schiacciante vittoria; egli era sicuro di poter battere l'avversario il cui schieramento appariva molto esteso ed esposto agli attacchi francesi. Il piano di Napoleone prevedeva un attacco combinato sia sull'ala sinistra da parte del corpo di Vandamme sia al centro contro la cittadina di Ligny con il IV corpo di Gerard. Napoleone inoltre ritenne possibile un grande movimento aggirante sull'ala destra prussiana da parte delle forze del maresciallo Ney che, dopo aver facilmente superato quelle che egli considerava solo deboli forze a Quatre-Bras, avrebbe marciato subito verso est per prendere alle spalle l'armata di Blücher. Napoleone inviò quindi due messaggi urgenti a Ney, alle ore 14:00 e alle 15:15, in cui ordinava enfaticamente al maresciallo di affrettarsi a muovere le sue truppe per effettuare questa manovra potenzialmente decisiva. Poco dopo tuttavia giunsero nuove informazioni che indussero Napoleone a cambiare in parte i suoi piani; si apprese che le forze opposte a Ney erano molto più numerose del previsto e che quindi il maresciallo avrebbe potuto incontrare difficoltà; l'imperatore quindi decise che Ney avrebbe dovuto limitarsi a contenere a Quatre-Bras le truppe nemiche e che solo il I corpo del generale d'Erlon avrebbe dovuto effettuare la manovra aggirante sulla destra prussiana. Napoleone inviò subito un colonnello direttamente a d'Erlon per comunicargli questi ordini.
Nel frattempo il maresciallo Ney alle ore 11:00 aveva ordinato al generale Reille di marciare su Quatre-Bras con tre divisioni; Ney era sempre convinto di avere di fronte solo deboli forze e che la prevista marcia su Bruxelles si sarebbe effettuata "senza grandi ostacoli". Il generale Reille mise in marcia le sue truppe solo alle ore 13:30: due divisioni avanzarono verso nord a destra e a sinistra della strada maestra, protette sulle ali della cavalleria di Pirè, mentre i cavalieri di Lefebvre-Desnuettes e Kellermann per il momento rimasero indietro. La battaglia di Quatre-Bras ebbe inizio alle ore 14:00 quando le truppe francesi entrarono in contatto con il nemico; il Principe d'Orange aveva in quel momento sul posto cinque battaglioni di Nassau e quattro battaglioni belga-olandesi che cercarono coraggiosamente di resistere, ma furono rapidamente messi in difficoltà dal tiro dell'artiglieria francese. I reparti alleati persero terreno e le divisioni Foy e Bachelu avanzarono verso l'incrocio, mentre la divisione di Girolamo Bonaparte entrava a sua volta in azione sull'ala sinistra.

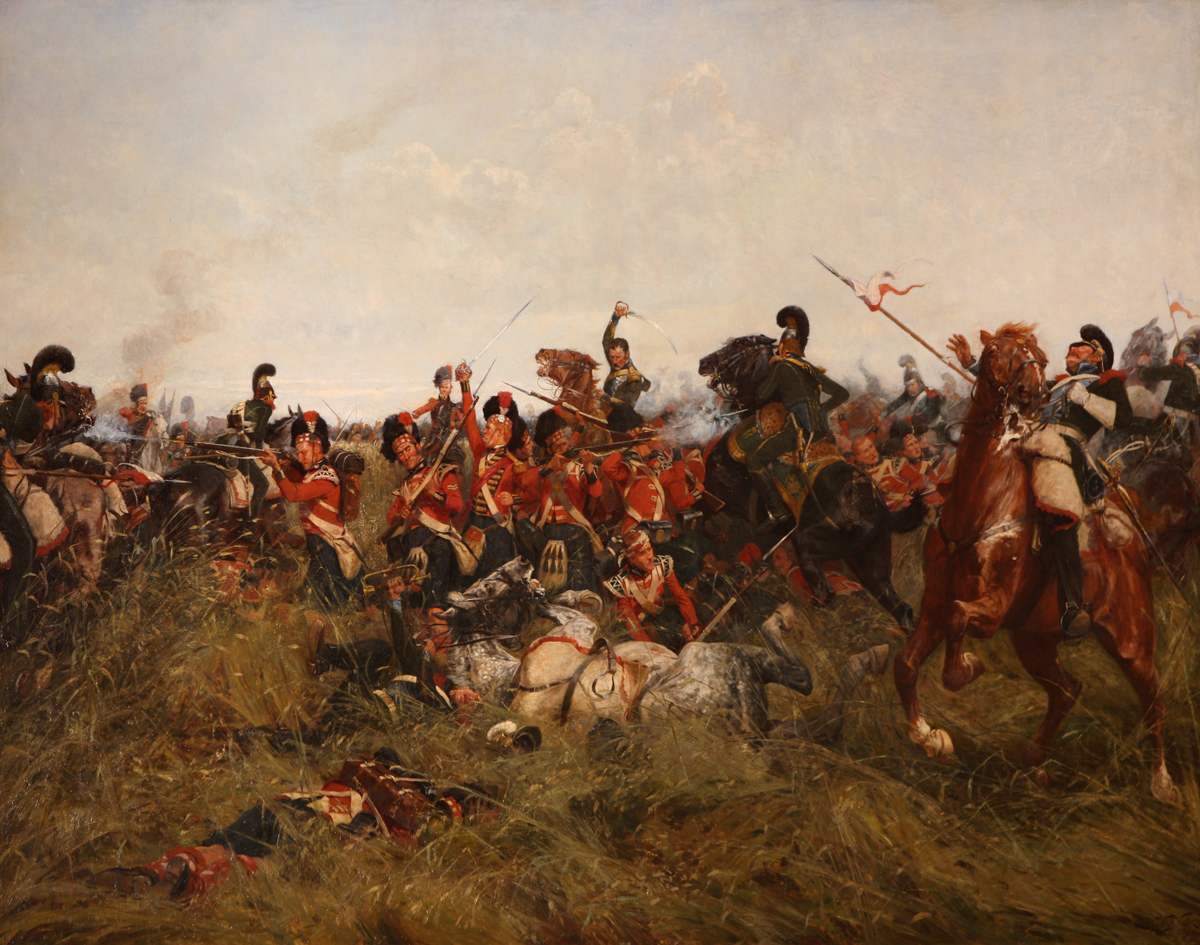
Gli scozzesi del 42º reggimento Black Watch attaccati dalla cavalleria francese durante la battaglia di Quatre-Bras

In precedenza, alle ore 12:00, Wellington era giunto al mulino di Brye ed aveva conferito direttamente con Blücher; l'incontrò si prolungò per circa un'ora. Secondo gli storici britannici, Wellington avrebbe criticato la posizione scelta dai prussiani e avrebbe consigliato di evitare una battaglia campale; egli avrebbe previsto la sconfitta. Le fonti tedesche e francesi danno un giudizio molto più critico sull'operato del generale britannico; Wellington, sempre timoroso per il suo fianco destro a Mons, avrebbe rifiutato di marciare lungo la strada di Namur per raggiungere i prussiani e avrebbe respinto anche il piano per attaccare da Frasnes il fianco sinistro francese. Il Duca, prima di ritornare a Quatre-Bras, non diede alcuna assicurazione formale di intervenire in aiuto dei prussiani e concluse in modo riluttante che "vedrò che posso fare, se non sarò attaccato a mia volta...". Alle ore 15.00 il Duca di Wellington era di ritorno a Quatre-Bras dove la situazione era critica; egli si affrettò ad ordinare la ritirata delle sue truppe verso l'incrocio in attesa dell'arrivo dei rinforzi.
Erano in arrivo la divisione britannica del generale Picton, che scendeva da nord lungo la strada di Bruxelles e la brigata di cavalleria belga-olandese di Van Merlen che arrivava da nord-ovest lungo la strada di Nivelles; subito dietro si stavano anche avvicinando le truppe del Duca di Brunswick; con queste forze Wellington poté riorganizzare il suo schieramento per respingere il nuovo attacco di Ney. Il maresciallo francese infatti portò avanti la sua artiglieria e riprese rapidamente l'assalto; la cavalleria di Van Merlen attaccata dalla divisione di Pirè venne rapidamente sbaragliata, ma la fanteria di Bachelu venne contrattaccata dai britannici di Picton e lo scontro continuò con esito incerto e pesanti perdite per entrambe le parti. A ovest della strada maestra invece la divisione di Foy affrontò le truppe di Brunswick che si trovarono in difficoltà: la cavalleria tedesca venne respinta, la fanteria ripiegò e il Duca di Brunswick cadde mortalmente ferito; la cavalleria francese di Pirè inseguì le truppe nemiche e attaccò anche i reparti di Picton. I britannici si schierarono rapidamente in quadrati e riuscirono a contenere gli assalti dei lancieri francesi, ma alcuni battaglioni subirono forti perdite.
Mentre a Quatre-Bras i combattimenti continuavano sempre più aspri, dalle ore 15:00 era in corso anche la battaglia di Ligny; Napoleone aveva dato inizio all'attacco delle linee prussiane estese lungo il corso del fiume Ligne; Vandamme attaccò sulla sinistra i villaggi di Saint-Armand, la Haye e Hameau impiegando successivamente le divisioni Lefol, Barthezene e Girard contro i reparti prussiani del generale Steinmetz. Inizialmente l'attacco francese ebbe successo e, nonostante la forte resistenza i villaggi furono occupati; i prussiani ripiegarono dietro il fiume. Mentre il maresciallo Grouchy sull'ala destra francese teneva impegnato con la cavalleria e una divisione di fanteria il III corpo prussiano di Thielmann, al centro, nel settore del villaggio di Ligny difeso dalle divisioni Jagow e Henckel, attaccarono le divisioni Pecheaux e Vichery del IV corpo d'armata di Gerard, precedute dal fuoco dell'artiglieria concentrata. I combattimenti nel villaggio di Ligny furono accaniti e sanguinosi; i prussiani diedero prova di estrema combattività e si batterono all'interno dell'abitato a sud del fiume prima di ripiegare a nord dove riuscirono a respingere gli ostinati attacchi francesi. Gli scontri si prolungarono a distanza ravvicinata negli edifici dell'area cittadina di Ligny.
Alle ore 16:00 i prussiani inoltre passarono al contrattacco sull'ala sinistra francese con le divisioni Pirch II e Tippelskirch e la cavalleria di Jürgass per riconquistare la linea dei villaggi occupati dal III corpo di Vandamme, ma il primo assalto non ebbe successo; i francesi furono fermati e persero terreno a la Haye e Saint-Armand e il generale Girard cadde ferito a morte mentre guidava i suoi uomini, ma i prussiani vennero ben presto respinti e contrattaccati dalle riserve di Vandamme. Il maresciallo Blücher arrivò personalmente sul campo e sferrò un nuovo contrattacco che permise ai prussiani di riconquistare una parte di La Haye ma i francesi mantennero le posizioni a Hameau e Saint-Armand.

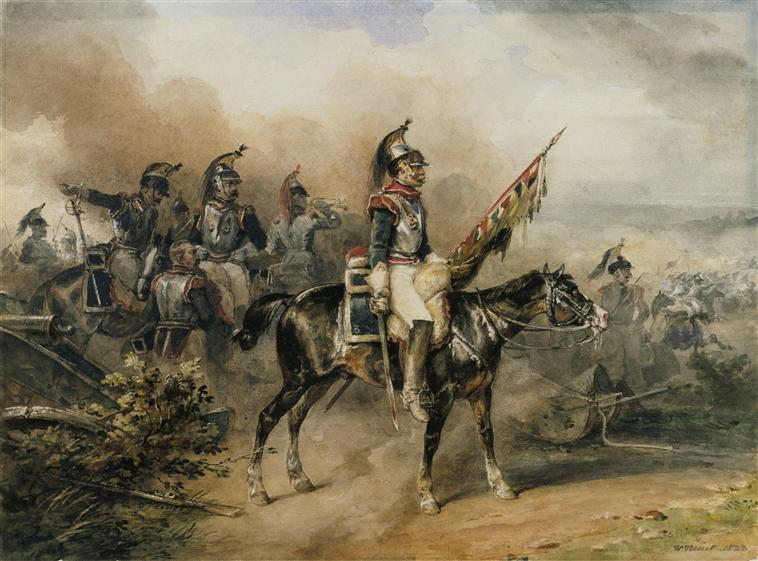
Corazzieri francesi dopo la carica di Quatre-Bras.

Nel frattempo a Quatre-Bras il maresciallo Ney aveva ricevuto alle ore 16:30 il primo messaggio di Napoleone, scritto alle ore 14:00, che gli ordinava di occupare rapidamente l'incrocio e poi deviare con tutte le sue forze verso est per aggirare l'armata prussiana, ma poco dopo il maresciallo, che contava sull'arrivo del I corpo di d'Erlon per sferrare l'attacco decisivo, apprendeva dal generale Delcambre inviato dal comandante del I corpo, che questa formazione non era più disponibile e invece si era diretta verso est in direzione di Saint-Armand. Alle ore 16:15 infatti d'Erlon aveva ricevuto gli ordini inviategli direttamente dall'imperatore di accorrere sul campo di Ligny e il generale aveva subito messo in marcia i suoi uomini. Ney fu estremamente turbato e irritato da queste notizie; le forze nemiche di fronte a Quatre-Bras si stavano rinforzando con l'arrivo delle due brigate della divisione del generale Alten ed egli, privo del I corpo d'armata, non riteneva possibile compiere la missione assegnatagli dall'imperatore; il messaggio inviato da Soult alle ore 15:15 che confermava l'importanza della sua missione, sconvolse definitivamente il maresciallo che decise autonomamente di inviare il generale Decambre dal generale d'Erlon con l'ordine di ritornare immediatamente indietro con il I corpo d'armata. Nel frattempo Ney decise di sferrare un nuovo attacco contro Quatre-Bras impiegando una parte del corpo di cavalleria del generale Kellermann che venne sollecitato enfaticamente dall'eccitato maresciallo a effettuare uno sforzo supremo per "passare sul ventre" del nemico a tutti i costi.
Kellermann guidò con grande coraggio l'attacco dei suoi corazzieri contro le linee nemiche; la cavalleria francese caricò i quadrati della brigata Colin Hackett con estrema violenza, un reggimento britannico venne sbaragliato e perse la sua bandiera, altri due quadrati subirono forti perdite. I corazzieri proseguirono l'attacco direttamente verso Quatre-Bras che raggiunsero dopo aver travolto un battaglione di Brunswick. Nonostante questo audace successo iniziale, i corazzieri, non supportati dalle altre forze e sottoposti al tiro della fanteria alleata, non poterono mantenere le posizioni raggiunte e in breve dovettero ripiegare; Kellerman rischiò di essere ucciso e tutti i corazzieri superstiti tornarono indietro. Altri attacchi sferrati dalla cavalleria di Pirè terminarono ugualmente senza risultati. A partire dalle ore 18:00 la situazione di Ney peggiorò con il continuo arrivo di rinforzi per le truppe di Wellington; il maresciallo, eccitato e sconvolto, dovette passare sulla difensiva.
Alle 17:30, sul campo di battaglia di Ligny, Napoleone aveva iniziato i movimenti preliminari delle sue riserve per sferrare l'attacco decisivo in connessione con il previsto arrivo del I corpo di d'Erlon, ma i piani dell'imperatore vennero sconvolti dall'arrivo di inquietanti notizie provenienti da Vandamme che riferiva di aver identificato una numerosa colonna di truppe nemiche sbucate sulla sua sinistra in marcia verso Fleurus. Napoleone, turbato da questa notizie, decise di sospendere i movimenti delle riserve e di chiarire la situazione. Nel frattempo però i francesi si trovarono in crescente difficoltà sull'ala sinistra dove alle ore 18:00 Blücher lanciò un nuovo attacco in forze; le divisioni del III corpo d'armata di Vandamme continuarono a battersi accanitamente, ma furono costrette a cedere terreno e i prussiani del I e II corpo occuparono La Haye e Hameau.
Napoleone tuttavia alle 18:30 ricevette nuove informazioni: la colonna ritenuta nemica comparsa sulla strada di Fleurus in realtà era il I corpo di d'Erlon che stava marciando per errore troppo a sud sulla strada sbagliata invece di avanzare come previsto dall'imperatore lunga la strada settentrionale verso Wagnelée e Brye per aggirare l'intero schieramento prussiano. Napoleone ritenne ormai compromessa l'abile manovra che egli aveva pianificato, essendo ormai molto tardi per far cambiare strada al I corpo, egli rinunciò al movimento aggirante e riprese a portare avanti le riserve per l'attacco decisivo. D'Erlon del resto, avendo ricevuto nel frattempo il messaggio urgente di Ney che lo richiamava indietro, sospese l'avanzata verso Fleurus e, nonostante le proteste dei suoi soldati desiderosi di combattere, marciò di nuovo a ovest verso Quatre-Bras; solo la divisione Durutte del I corpo rimase sul posto e avanzò prudentemente verso Wagnelée, ma rinunciò ad attaccare l'ala destra prussiana.
Il generale d'Erlon quindi riportò il grosso del I corpo d'armata verso Quatre-Bras; alle ore 21:00 le sue truppe esauste giunsero a Frasnes; ormai gli scontri erano finiti e i soldati di d'Erlon, a causa degli ordini contraddittori e della confusione delle strutture di comando francesi, avevano trascorso la giornata in inutili marce e contromarce tra i due campi di battaglia senza prendere parte ad alcun combattimento. Il maresciallo Ney, privato del concorso del I corpo d'armata, aveva continuato a battersi coraggiosamente nonostante la crescente inferiorità numerica e aveva contenuto la controffensiva di Wellington rafforzato dall'arrivo di cospicui rinforzi. Le tre divisioni del II corpo di Reille ripiegarono lentamente con ordine infliggendo dure perdite al nemico; alle ore 20:00 un contrattacco della cavalleria di Pirè mise in forte difficoltà i reparti delle Guardie britanniche, mentre i corazzieri sbaragliarono un battaglione belga. La battaglia di Quatre-Bras terminò senza risultati; le due parti ritornarono sulle posizioni di partenza dopo aver subito entrambe pesanti perdite tra morti e feriti: 4 300 francesi e 4 700 anglo-alleati.

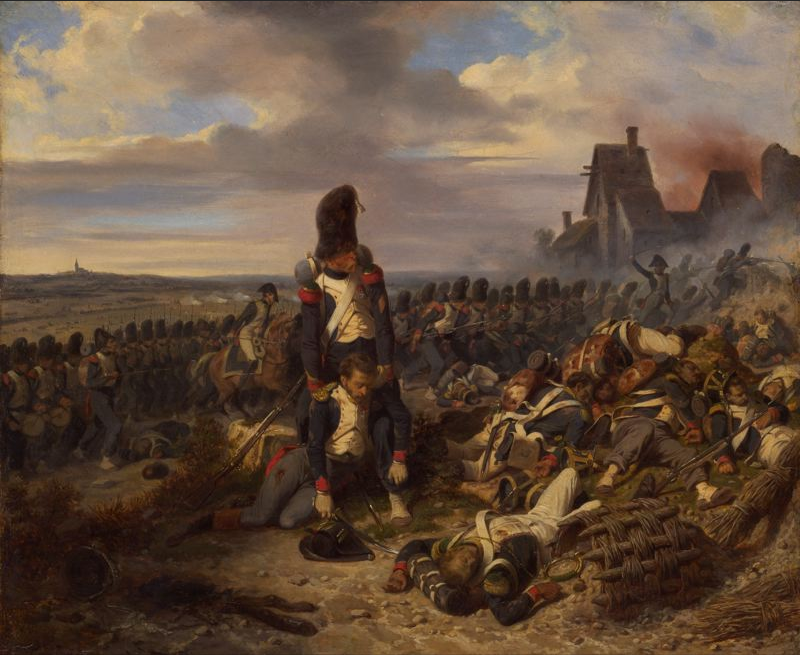
L'attacco finale della Vecchia Guardia a Ligny.

A Ligny Napoleone dalle 18:30 aveva fatto finalmente intervenire le riserve per respingere l'ultimo attacco prussiano e vincere la battaglia; i prussiani avevano guadagnato terreno a Hameau e Saint-Armand, ma l'intervento della Giovane Guardia del generale Guillaume Philibert Duhesme capovolse l'esito degli scontri. I prussiani ripersero il terreno conquistato, mentre sull'ala destra francese il maresciallo Grouchy mise in difficoltà le truppe di Thielmann; nella cittadina di Ligny nel frattempo continuavano i drammatici e sanguinosi combattimenti dentro l'abitato tra i soldati di Gérard e le divisioni del II corpo prussiano. Alle 19:30, mentre incominciava a piovere intensamente, fallì anche l'ultimo assalto sferrato ad Hameau da Blücher con le truppe disponibili, di fronte alla solida linea difensiva formata da tre reggimenti di cacciatori della Vecchia Guardia. A questo punto Napoleone organizzò l'attacco decisivo al centro delle linee prussiane: con un cielo sempre più tempestoso e sotto una pioggia crescente, la fanteria della Vecchia Guardia si portò in avanti e si schierò di fronte a Ligny divisa in due raggruppamenti a ovest e a est della cittadina; l'artiglieria di riserva venne messa in azione e la cavalleria pesante della Guardia e la divisione di corazzieri del generale Delort si tennero pronte sui due fianchi. La marcia di avvicinamento della Vecchia Guardia durò circa venti minuti; quindi dopo l'intenso fuoco dei sessanta cannoni della riserva d'artiglieria, alle ore 19:40 la fanteria della Vecchia Guardia sferrò l'attacco; le truppe francesi erano particolarmente eccitate e vennero sollecitate dai loro comandanti a "non fare prigionieri". Protetti sulla sinistra dai cacciatori del generale Pierre Cambronne, i due raggruppamenti della Vecchia Guardia, comandati dai generali Louis Friant, Charles Antoine Morand e François Roguet, travolsero il fronte avversario e, appoggiate anche dai reparti ancora efficienti del IV corpo di Gérard, raggiunsero rapidamente il successo. I prussiani delle divisioni Kraft, Jagow e Langen cedettero le posizioni a Ligny e batterono confusamente in ritirata; i soldati della Vecchia Guardia combatterono con grande accanimento e non risparmiarono i superstiti; i soldati prussiani sbandati vennero inseguiti e in buona parte uccisi sommariamente.
I corazzieri e la cavalleria pesante della Guardia entrarono in azione e contribuirono al successo francese a Ligny, mentre alle ore 20:30 anche Grouchy guadagnò terreno sull'ala destra e le sue truppe costrinsero alla ritirata il III corpo d'armata di Thielmann che ripiegò verso Sombreffe. Il maresciallo Blücher, informato dello sfondamento al centro delle sue linee, tuttavia tentò ancora di controllare la situazione e guidò personalmente un disperato attacco della cavalleria del generale Röder contro la Guardia imperiale che avanzava a nord di Ligny. Il contrattacco venne respinto con pesanti perdite dalla fanteria della Vecchia Guardia e la cavalleria pesante francese sbaragliò i cavalieri prussiani; Blücher cadde da cavallo durante il combattimento e rischiò di essere ucciso o catturato. I reparti superstiti del centro prussiano fuggirono in rotta inseguiti dalla cavalleria pesante francese fino alle ore 21:30 quando i combattimenti si esaurirono nell'oscurità. Nel frattempo, mentre al centro l'armata di Blücher crollava, le due ali dell'esercito prussiano avevano conservato la coesione e, dopo il cedimento delle difese di Ligny, ripiegarono ordinatamente; Zieten marciò da La Haye a Brye dove le sue truppe rimasero schierate fino all'alba del 17 giugno; Thielmann raggiunse Sombreffe che rimase occupata dai prussiani durante la notte; schermaglie e scontri a fuoco continuarono nell'oscurità. Napoleone ritorna a Fleurus alle ore 23:00 mentre le truppe francesi rimasero padroni del campo di battaglia; nei sanguinosi combattimenti avevano perso circa 8 500 morti e feriti, mentre le perdite prussiane furono di circa 15 000 uomini, fra morti, feriti e prigionieri. Nel corso della notte oltre 8 000 soldati prussiani si sbandarono e fuggirono in disordine verso oriente in direzione di Liegi e Aquisgrana.

### 17 giugno: preludio a Waterloo
Napoleone al termine della battaglia di Ligny ritenne di aver raggiunto una vittoria decisiva; egli credeva che l'esercito prussiano fosse ormai in dissoluzione e che avesse subito perdite debilitanti; l'imperatore quindi, ritenendo l'armata di Blücher ormai non più pericolosa, non considerò necessario organizzare subito nella notte la prosecuzione dei combattimenti per l'indomani e l'inseguimento ad oltranza del nemico sconfitto. Il maresciallo Grouchy alle ore 23:00 ricevette solo l'ordine vago di tenersi pronto con la sua cavalleria leggera a inseguire i resti prussiani.

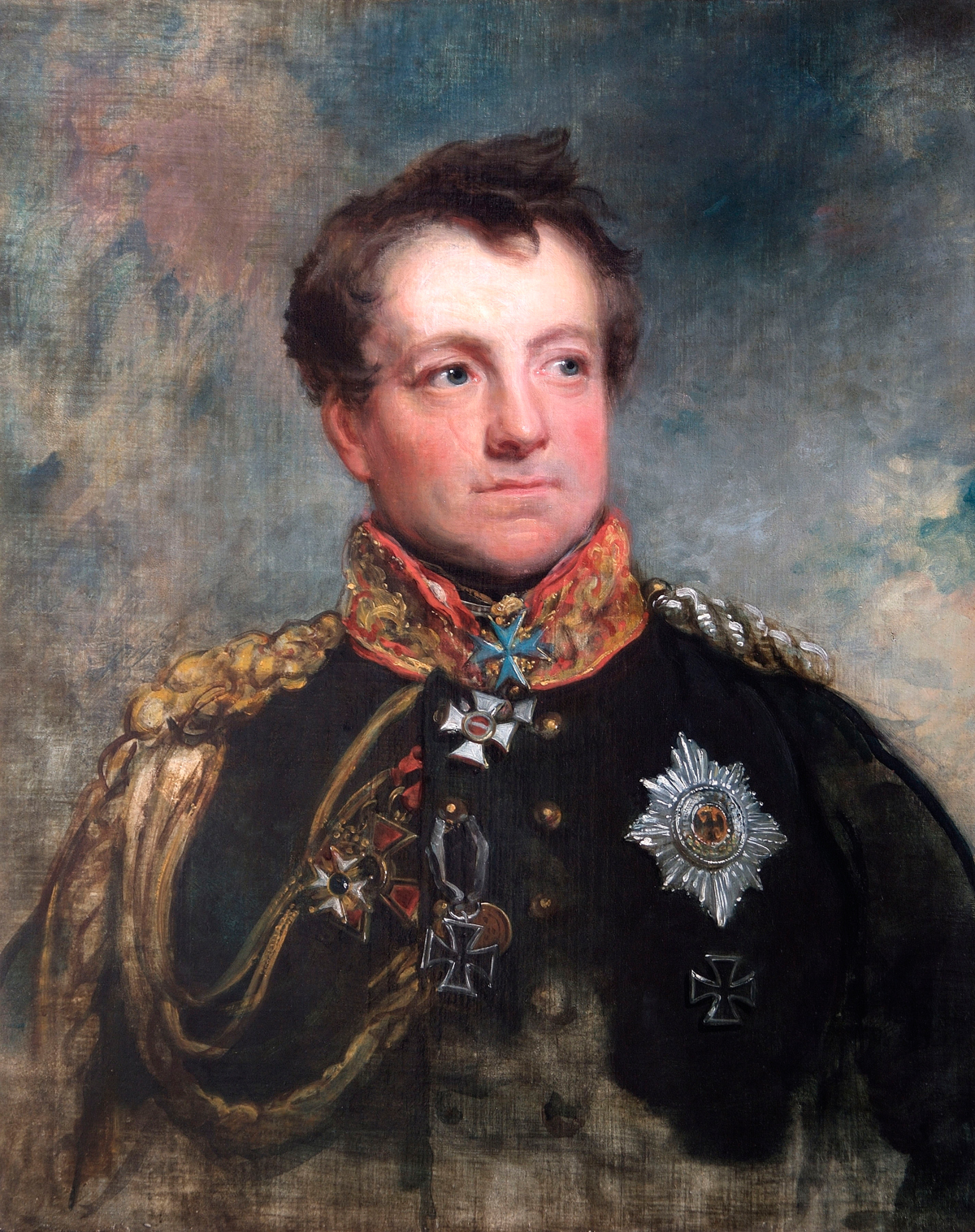
Il generale August Neidhardt von Gneisenau, capo di stato maggiore dell'armata prussiana.

In realtà invece l'armata prussiana, pur avendo subito forti perdite, non era affatto sconfitta in modo irreversibile; il generale von Gneisenau prese il controllo delle operazioni in attesa del ristabilimento di Blücher e organizzò nella notte con notevole abilità lo sganciamento e la ritirata delle truppe, inoltre nella serata erano arrivati a Gembloux i primi reparti del IV corpo d'armata di Bülow che non era stato impegnato nella battaglia. Gneisenau decise di far ripiegare il III corpo di Thielmann da Sombreffe a Gembloux, mentre i due corpi più indeboliti, il I di Zieten e il II di Pirch, in un primo momento si sarebbero ritirati subito verso nord fino ai villaggi di Tilly e Gentinnes. Il generale prussiano era intenzionato a riorganizzare le sue truppe e marciare rapidamente verso nord a Wavre, da dove avrebbe potuto mantenere i collegamenti operativi con l'esercito di Wellington. La ritirata prussiana ebbe inizio al mattino del 17 giugno: i corpi d'armata di Zieten e Pirch da Tilly e Gentinnes mossero a nord, attraversarono i villaggi di Villeroux e Mont-Saint-Guibert e raggiunsero Wavre entro le ore 12:00; una parte delle truppe passarono subito sulla riva occidentale del fiume Dyle per tenersi pronti a marciare in direzione dell'esercito alleato. Il generale Thielmann invece si diresse con il III corpo inizialmente a Gembloux dove rimase fino alle ore 14:00, quindi si mise in marcia verso Wavre; alle ore 20:00 le sue truppe si trovavano alcuni chilometri a nord di questa cittadina; infine il generale Bülow con il IV corpo d'armata passò per i villaggi di Wallhain e Corrois e alle ore 22:00 arrivò a Dion-le-Mont, a sud-est di Wavre.
Al mattino del 17 giugno l'esercito francese a Ligny era rimasto sulle posizioni stabilite nella notte dopo la vittoria, ma la cavalleria leggera di Pajol e Exelmans fin dalle ore 2:00 aveva iniziato ricognizioni aggressive per mantenere il contatto con il nemico; i cavalieri francesi tuttavia si diressero inizialmente a est lungo la strada di Namur dove si prevedeva erroneamente che si sarebbero ritirati i prussiani. I reparti di Pajol intercettarono alcuni reparti sbandati prussiani e catturarono otto cannoni, ma alle ore 9:00 segnalarono che in direzione di Namur non c'erano altre truppe prussiane; nel frattempo Exelmans invece riferì la presenza di un grosso corpo di truppe nemiche nella zona di Gembloux.
Sul campo di battaglia di Quatre-Bras le truppe del maresciallo Ney e quelle del Duca di Wellington avevano mantenuto inizialmente le posizioni occupate al termine della battaglia. Entrambi i comandanti non erano stati informati durante la giornata del 16 giugno dell'andamento dei combattimenti a Ligny; solo alle ore 9:00 del 17 giugno Ney ricevette un messaggio di Soult che annunciava la vittoria mentre Wellington, dopo aver ricevuto in un primo momento informazioni ottimistiche da Blücher, non aveva avuto più notizie dirette; egli quindi il primo mattino del 17 giugno continuò a rinforzare le sue posizioni a Quatre-Bras per continuare la battaglia. Alle ore 7:30 invece il generale britannico apprese finalmente la notizia della disfatta prussiana grazie alle informazioni raccolte da un suo aiutante di campo inviato a oriente per chiarire la situazione. Wellington seppe che i prussiani battevano in ritirata verso Wavre e quindi decise di ripiegare a sua volta verso nord per evitare di essere aggirato sul fianco sinistro. Il generale britannico aveva previsto di raggiungere l'altopiano di Mont-Saint-Jean dove intendeva costituire una forte posizione difensiva d'arresto; Wellington disse al generale Müffling e al tenente prussiano Massow che avrebbe affrontato la battaglia a Mont-Saint-Jean, sulla strada di Bruxelles a sud della foresta di Soignes, se avesse potuto contare sull'aiuto di almeno un corpo d'armata prussiano. La ritirata dell'esercito anglo-alleato a Quatre-Bras ebbe inizio alle ore 10:00 e non fu contrastata dai francesi; il maresciallo Ney trascorse le prime ore del 17 giugno nell'inattività e non prese alcuna iniziativa per agganciare il nemico e costringerlo a battersi.
Napoleone venne informato alle ore 8:00 del 17 giugno dell'andamento della battaglia di Qautre-Bras; l'imperatore, sulla base delle informazioni disponibili, ritenne che dopo la disfatta di Blücher, Wellington fosse a sua volta in ritirata e quindi in un primo momento egli si limitò ad inviare alle ore 9:00 un messaggio a Ney in cui ordinava solo di osservare i movimenti del nemico che egli ipotizzava avesse già abbandonato Quatre-Bras. Napoleone apparve stanco e poco attivo; egli continuava a farsi illusioni ottimistiche sull'andamento della campagna; le prime disposizioni per il giorno 17 giugno prevedevano solo la riorganizzazione e il riequipaggiamento delle truppe francesi. Le nuove informazioni giunte tra le ore 09:30 e le ore 11:00 cambiarono il quadro della situazione e indussero Napoleone a prendere nuove decisioni: dai messaggi di Ney e dalle notizie portate dalla cavalleria inviata in esplorazione verso Quatre-Bras, si apprese che Wellington, invece di battere subito in ritirata, era ancora fermo sulle posizioni e quindi esposto ad un attacco sul suo fianco sinistro lungo la strada di Namur. L'imperatore quindi, che aveva trascorso le prime ore del mattino ispezionando il campo di battaglia di Ligny dove era stato acclamato entusiasticamente dai soldati francesi, decise di marciare subito con una parte delle sue forze verso Quatre-Bras e attaccare Wellington che sarebbe stato agganciato frontalmente dalle forze del maresciallo Ney; il VI corpo del generale Lobau e la Guardia imperiale dovevano quindi mettersi al più presto in movimento verso ovest lungo la strada Namur-Nivelles per intercettare gli anglo-alleati.
Poco dopo le ore 11:00 inoltre Napoleone diede i primi ordini verbali a Grouchy per condurre l'inseguimento dei prussiani, il maresciallo avrebbe preso il comando del III corpo di Vandamme, del IV corpo di Gérard, di una divisione del VI corpo e della cavalleria leggera di Pajol e Exelmans. Le istruzioni scritte comunicategli dal maresciallo Soult erano piuttosto vaghe e lasciavano ampia libertà d'azione; egli doveva "inseguire il nemico" prussiano e "scoprire quello che sta facendo"; Grouchy doveva mantenere concentrate le sue forze, scegliere una buona posizione e salvaguardare le sue comunicazioni con il grosso dell'armata. Alle ore 11:30 il maresciallo lasciò il quartier generale per prendere il comando delle cospicue forze assegnategli; alle ore 12:00 Soult inviò un messaggio a Ney ordinandogli di attaccare subito a Quatre-Bras per bloccare il nemico in attesa dell'arrivo di Napoleone sul fianco sinistro; infine alle ore 13:00 l'imperatore si mise in movimento con il suo quartier generale per raggiungere la testa delle sue truppe che si trovavano a circa due chilometri a est di Quatre-Bras.
Napoleone, preoccupato dalla mancanza di segni evidenti dell'inizio dell'attacco di Ney, decise di accelerare le operazioni e guidò personalmente tre divisioni di cavalleria leggera, la cavalleria pesante di Milhaud, il VI corpo e la Guardia imperiale verso Quatre-Bras; egli venne informato che i britannici erano ormai in ritirata e che solo la cavalleria nemica era ancora presente a Quatre-Bras. In effetti alle ore 13:00 l'esercito alleato, le divisioni di Cook, Picton e Alten e le truppe belga-olandesi di Perponcher, avevano già abbandonato le posizioni di Quatre-Bras mentre la cavalleria di Lord Uxbridge era rimasta sul posto per coprire la ritirata. Napoleone comprese che ormai era impossibile bloccare il grosso dell'esercito nemico e costringerlo a battersi subito, ma lui cercò ugualmente di accelerare le operazioni guidando personalmente l'inseguimento con i corazzieri, i lancieri e i cacciatori a cavallo. La retroguardia britannica di Uxbridge, dove si trovava anche Wellington, venne sorpresa dall'arrivo della cavalleria francese con Napoleone in persona e dovette sganciarsi in fretta verso Genappe mentre iniziava un violento temporale; dopo scontri confusi, la cavalleria britannica batté in ritirata sotto la pioggia e l'imperatore alle ore 14:00 si congiunse con le forze del maresciallo Ney a Quatre-Bras.
Napoleone biasimò il maresciallo per la sua irresolutezza, quindi decise di riprendere subito l'inseguimento; d'Erlon con il I corpo era già in marcia e subito seguirono il II corpo di Reille, il VI di Lobau e la Guardia; l'imperatore prese la testa delle sue truppe con la cavalleria leggera e lo squadrone di servizio. Il frenetico inseguimento delle retroguardie britanniche si svolse sotto una pioggia torrenziale: Uxbridge cercò di opporre resistenza a Genappe per guadagnare tempo, ma la cavalleria britannica fu costretta a evacuare la cittadina dopo un duro scontro con gli ussari e i lanceri francesi sostenuti dai cannoni diretti personalmente da Napoleone. Alle ore 18:30 Napoleone con la sua scorta raggiunse la cresta di La Belle-Alliance. L'imperatore osservò la pianura e la cresta all'orizzonte dove apparvero ben visibili i fuochi dell'esercito anglo-alleato; Wellington apparentemente si era quindi fermato con tutte le sue truppe sull'altopiano di Mont-Saint-Jean, pochi chilometri a sud del villaggio di Waterloo.
La posizione scelta dal nemico sembrava molto infelice a causa della presenza alle spalle dei britannici della foresta di Soignes che avrebbe potuto intralciare un'eventuale ritirata; Napoleone in un primo tempo ritenne poco probabile che il duca sarebbe rimasto su quella posizione e temette che il suo avversario avrebbe approfittato della notte per riprendere la ritirata. L'imperatore in realtà non era bene informato; la foresta di Soignes non era impenetrabile come sembrava credere Napoleone, ed era facilmente transitabile anche per forti colonne di truppe. Egli nelle sue memorie di Sant'Elena afferma inoltre che avrebbe voluto attaccare subito, ma che dovette rinunciare a causa del calare delle tenebre, ma in effetti alla fine della giornata del 17 giugno egli disponeva sulla cresta di Belle-Alliance solo di una parte del I corpo di d'Erlon e della cavalleria leggera, mentre gli altri corpi erano ancora in movimento molto più indietro tra Quatre-Bras e Genappe.
In realtà Wellington, che era giunto fin dalle ore 16:00 a Waterloo, dove aveva installato il suo quartier generale, aveva preso coscientemente la decisione di fermarsi sull'altopiano di Mont-Saint-Jean dove intendeva combattere una battaglia difensiva; egli conosceva molto bene il terreno che aveva giudicato in passato "molto vantaggioso" per bloccare un'avanzata su Bruxelles. Il generale britannico ritornò, dopo aver organizzato il quartier generale a Waterloo, sulla cresta di Mont-Saint-Jean dove controllò afflusso e lo schieramento delle sue truppe, egli fece mettere in azione le batterie d'artiglieria che ebbero un breve scontro a fuoco con i cannoni francesi. Nonostante qualche disordine e fenomeni di panico in alcuni reparti del servizi di trasporto, l'esercito anglo-alleato si fermò sulle posizioni stabilite e organizzò precari bivacchi all'aperto sotto la pioggia. Wellington peraltro era seriamente preoccupato per possibili minacce nemiche alle sue linee di comunicazione a ovest verso il mare; il generale decise nella serata di potenziare le forze che, al comando del generale Colvile, aveva lasciato ad Hal per coprire il suo fianco destro; due brigate britanniche e tre brigate belga-olandesi rimasero ferme nella regione di Hal.
L'esercito francese trascorse la notte del 17-18 giugno 1815 in deplorevoli condizioni all'aperto sul terreno fangoso mentre la pioggia continuava a cadere; l'armata non era ancora concentrata e le truppe del II e VI corpo, la Guardia imperiale e la cavalleria pesante erano sparpagliate tra Genappe e la Belle-Alliance. Privi di ripari, esposti alle intemperie e quasi privi di vettovagliamento, i soldati francesi erano stanchi e irritati, ma mantenevano il morale alto ed erano soprattutto ansiosi di attaccare gli odiati anglais. Napoleone alloggiò nella fattoria di Le Caillou, due chilometri e mezzo a sud di La Belle-Alliance, l'imperatore era ancora preoccupato per una possibile ritirata notturna dei britannici mentre non temeva l'intervento dei prussiani che continuava a ritenere completamente disorganizzati dopo la sconfitta di Ligny. Ansioso e incerto, Napoleone dopo un breve riposo si rialzò alle ore 1:00 e in compagnia del generale Bertrand si recò, sotto la pioggia, agli avamposti per controllare se vi fossero segni di ritirata del nemico; egli fu rassicurato dall'osservazione delle linee nemiche dove i bivacchi erano accesi; non vi era alcun segno di movimenti in corso; dopo questa ricognizione Napoleone alle ore 3:30 fece ritorno a Le Caillou.
In realtà la situazione strategica complessiva di Napoleone stava diventando pericolosa, perché l'armata prussiana non era affatto in ritirata verso Liegi e soprattutto perché il maresciallo Grouchy aveva manovrato in modo completamente errato il forte contingente di truppe che l'imperatore gli aveva assegnato per controllare i prussiani e proteggere il fianco destro dell'armata principale.